# Судзуя (крейсер)
«Судзуя» (яп. 鈴谷, по названию реки в префектуре Карафуто) — японский крейсер, третий вступивший в строй представитель типа «Могами».
Заказан в числе четырёх крейсеров этого типа по Первой программе пополнения флота 1931 года. Его постройкой в 1933—1937 годах занимался Арсенал флота в Йокосуке. Изначально запланированный на январь 1936 года ввод крейсера в строй был задержан более чем на полтора года выполнением работ по улучшению прочности корпуса и остойчивости.
После примерно годового периода службы «Судзуя» вновь оказался на верфи для проведения запланированной замены орудийных башен, продлившейся с января по сентябрь 1939 года. В 1940—1941 годах крейсер вместе с однотипными кораблями активно участвовал в учениях, а также операции по захвату Французского Индокитая.
В составе 7-го дивизии крейсеров «Судзуя» принял активное участие в боевых действий на Тихоокеанском театре Второй мировой войны, в том числе в захвате Малайи, Нидерландской Ост-Индии, походе в Индийский океан, сражениях у атолла Мидуэй, у островов Санта-Крус и в Филиппинском море. С весны 1943 по лето 1944 года крейсер последовательно прошёл три военные модификации. В ходе сражения в заливе Лейте утром 25 октября 1944 года у острова Самар «Судзуя» был повреждён в результате двух близких разрывов бомб с американских палубных самолётов и к полудню затонул из-за последующих взрывов и пожаров на борту.

## Строительство

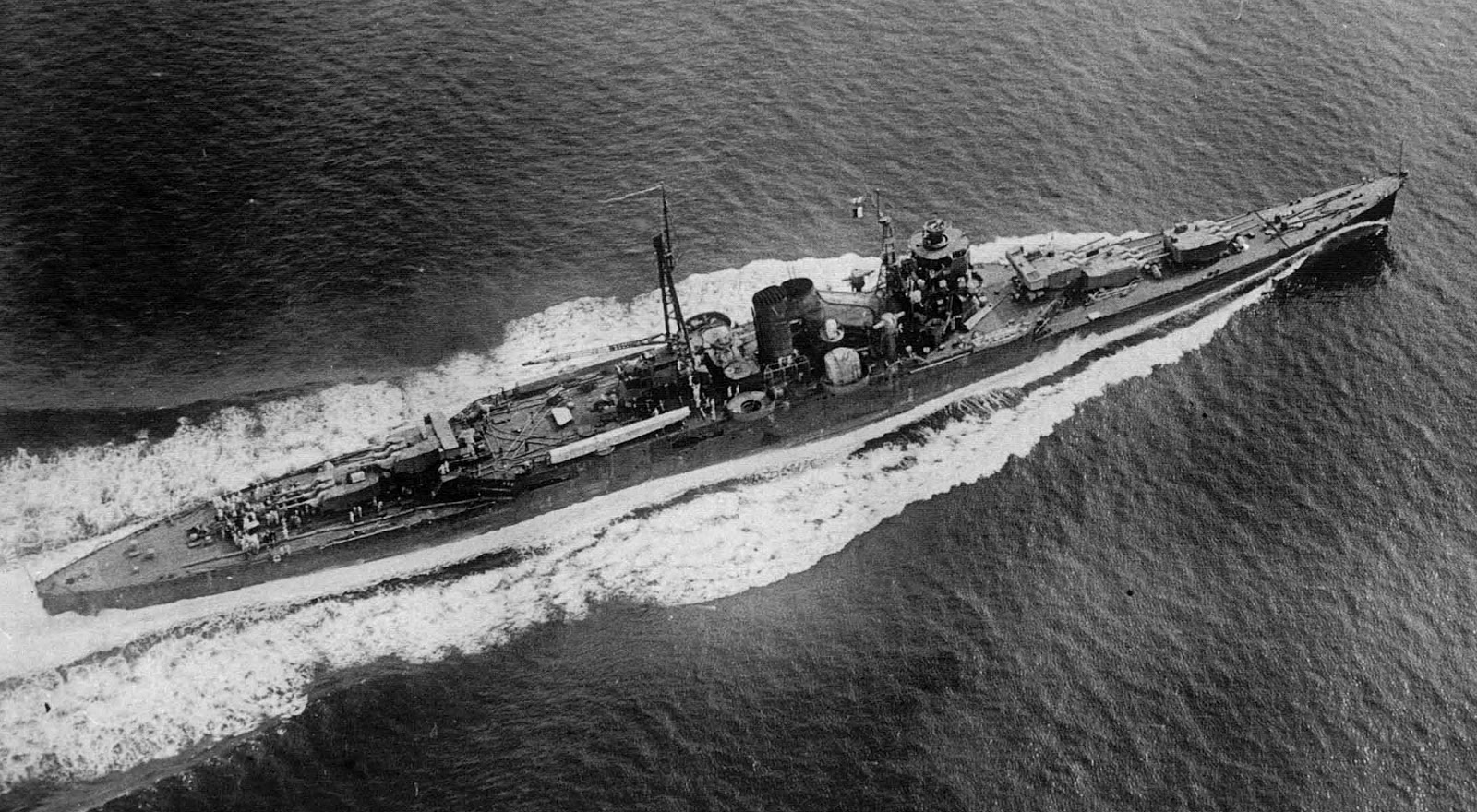
«Судзуя» на ходовых испытаниях. Первая половина ноября 1935 года.

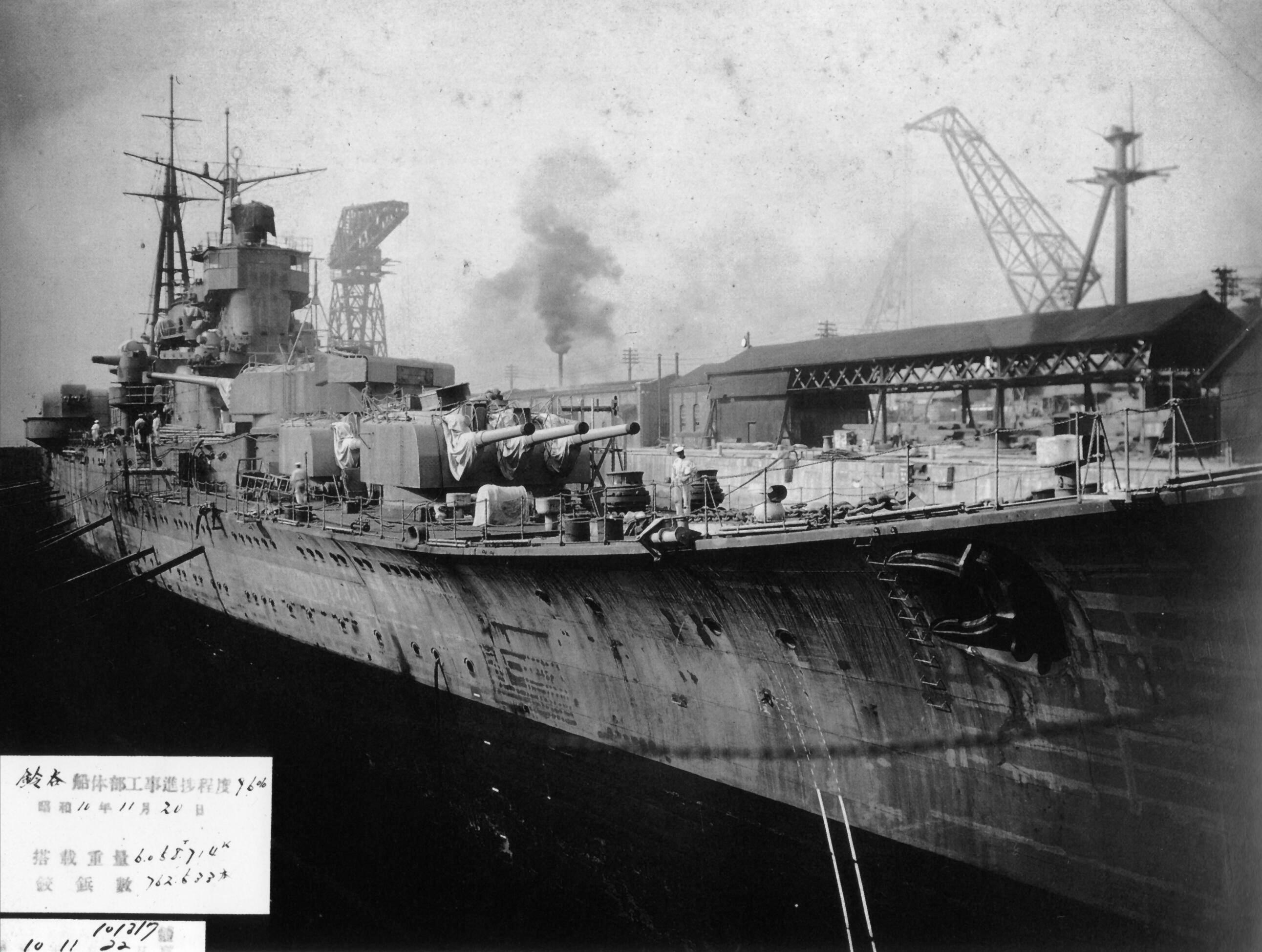
«Судзуя» в сухом доке № 4 Арсенала флота в Йокосуке, 20 ноября 1935 года.

В августе 1933 года в рамках Первой программы пополнения флота был выдан заказ на строительство третьего «8500-тонного» крейсера стоимостью 24 833 950 иен.
11 августа 1933 года будущему кораблю было присвоено имя «Судзуя» — в честь реки в префектуре Карафуто (ныне Сусуя в Сахалинской области России). Ранее это имя носил бывший русский крейсер «Новик», служивший в японском флоте в 1908—1913 годах. «Судзуя» был заложен на стапеле № 2 Арсенала флота в Йокосуке 11 декабря 1933 года и спущен на воду 20 ноября 1934 года.
В 1933 году было решено, что вторая пара крейсеров типа «Могами» получит только восемь паровых котлов вместо десяти, а предусмотренные по проекту одноствольные 127-мм установки будут заменены спаренными. На завершающей части постройки на стапеле корабль летом-осенью 1934 года прошёл так называемый «Первый этап работ по повышению эффективности», вызванный инцидентом с миноносцем «Томодзуру» в марте того же года. В ходе этих работ на крейсер установили оборудование для приёма/сброса водяного балласта в двойное дно, уменьшили расстояние между палубами по сравнению с проектным, а также значительно в сравнении с исходным проектом облегчили надстройки.
10 ноября 1935 года находившийся на 96,6 % готовности «Судзуя» (на нём отсутствовали только системы управления огнём, 127-мм установки и 25-мм зенитные автоматы) вышел на ходовые испытания. На мерной миле у Татэямы крейсер достиг скорости в 36,50 узлов при водоизмещении 13 000 тонн. Вступление крейсера в строй было запланировано на январь 1936 года, однако 20 ноября он был введён в сухой док № 4 Арсенала флота в Йокосуке для осмотра корпуса в рамках расследования инцидента с Четвёртым флотом. Затем «Судзуя» был переведён в бассейн Коуми, где его разоружили и начали готовить к реконструкции. В июне 1936 года крейсер снова ввели в док № 4 и на нём началось выполнение Второго этапа работ по повышению эффективности, продолжавшееся до октября 1937 года. В ходе него соединявшиеся электросваркой листы стали типа D на протяжении 80 % длины корпуса заменялись на клёпаные (толщина их на ряде участков была удвоена), а в оконечностях — на сварные из мягкой стали, был укорочен первый ярус надстройки (с зенитной палубой), чтобы через него не проходили барбеты орудийных башен № 3 и 4, были установлены були увеличенной ширины для компенсации возросшего водоизмещения. Также параллельно с этими работами были установлены недостающие кормовые 127-мм установки и 25-мм зенитные автоматы, уменьшена высота грот-мачты и переделана система рельсов для размещения гидросамолётов. На повторных ходовых испытаниях 18 августа 1937 года у Татэямы «Судзуя» развил 35,50 узлов при водоизмещении 13 636 тонн и мощности машин 160 020 л. с. 31 октября крейсер был передан флоту одновременно с четвёртым крейсером — «Кумано».

## История службы

### Довоенная служба
После передачи флоту 31 октября 1937 года «Судзуя» был приписан к ВМБ Курэ и получил позывные JJOA. Он находился в резерве 1-й категории до 1 декабря, пока не был зачислен в состав 7-й дивизии (три марки на трубах) вместе с «Кумано» (флагман, одна марка) и «Микумой» (две марки). С 9 по 14 апреля 1938 года три крейсера 7-й дивизии совершили поход из Сасэбо в Такао. В августе корабли участвовали в учениях в проливах Бунго и Исэ. С 17 по 23 октября они совершили поход из Сасэбо в Мако и вернулась затем обратно.

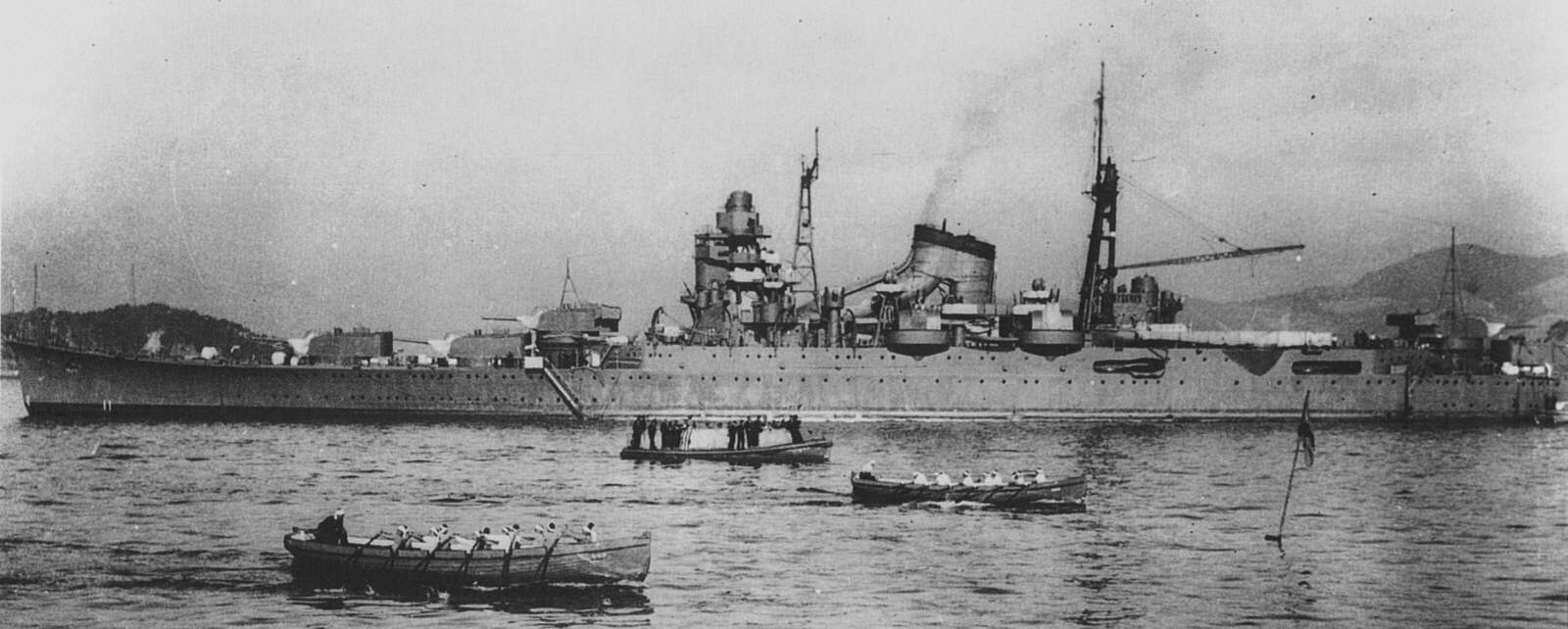
«Судзуя» на стоянке в Курэ, 5 января 1939 г.

15 декабря 1938 года «Судзуя» был выведен в резерв 3-й категории в связи с планируемым началом очередной модернизации. Она стала известна как Третий этап работ по повышению эффективности и была направлена прежде всего на замену главного калибра — 155-мм трёхорудийные установки демонтировали и на их барбеты установили 203,2-мм двухорудийные установки (т. н. «модели „Могами“»). Параллельно с этим также заменили катапульты арсенала Курэ тип № 2 модель 3 на более тяжёлые тип № 2 модель 5, парогазовые торпеды тип 90 на кислородные тип 93 (с увеличением боекомплекта до 24 штук), установили прибор управления торпедной стрельбой тип 92 на площадке фок-мачты. Модернизацию «Судзуи» проводил Арсенале флота в Йокосуке, работы велись с 31 января по 30 сентября 1939 года.
15 ноября 1939 года «Судзуя» вернулся в состав 7-й дивизии, став её флагманом (второй корабль — «Кумано»). 27 марта 1940 года оба крейсера вышли из Сасэбо к побережью Южного Китая, вернувшись на базу 2 апреля. 1 мая в состав 7-й дивизии вернулись «Могами» и «Микума», и с этого момента она включала в себя все четыре представителя типа «Могами». В конце 1940 года были убраны марки на трубах. С 7 января 1941 года 7-я дивизия получила внутреннее деление на два отделения (первое — «Кумано» и «Судзуя», второе — «Микума» и «Могами»), флагманом стал «Кумано».
В связи с обострением франко-тайского конфликта 7-я дивизия 23 января 1941 года покинула Курэ и 29 января прибыла в Самах на острове Хайнань. 31 января на борту крейсера «Натори» при посредничестве японских дипломатов было подписано перемирие. 6 февраля 7-я дивизия вышла в море, посетила 10-го Бангкок и 13-го Сайгон. 18 февраля она зашла в Самах, 20-21 простояла в Мако, 23-26 — на Окинаве, 3-7 марта — в Такао, 11-28 — в заливе Саэки и 29 марта прибыла в Курэ. С 11 по 17 апреля «Судзуя» (вместе с «Микумой») прошёл там докование, в ходе которого была также установлена размагничивающая обмотка.
25 апреля крейсер вместе с «Кумано» покинул Курэ; 26 апреля они прибыли в залив Овасэ, где 28 апреля к ним присоединился «Микума». 17 мая корабли перешли в залив Исэ, где объединились с «Могами», и 22-го вернулись обратно. 3—4 июня «Судзуя», «Кумано» и «Могами» покинули залив Овасэ и направился в Бэппу, где простоял с 6 по 10 июня, 12—19 июня провели в заливе Сукумо и 23-го объединились с «Микумой» в заливе Ариакэ. 27—30 июня 7-я дивизия перешла в Йокосуку, а оттуда 8—12 июля — в Курэ.
16 июля крейсера покинули Курэ для участия в захвате Французского Индокитая. 22 июля они прибыли в Самах и 25—30 июля сопровождали оттуда транспорты с войсками до Сайгона. 7—19 августа 7-я дивизия простояла в заливе Сукумо и вернулась в Курэ 20-го. С 31 августа по 7 сентября «Судзуя» (вместе с «Кумано») прошёл там очередное докование. 16 сентября 7-я дивизия вышла в учебный поход, посетив Мурадзуми (16 сентября — 14 октября), заливы Саэки (15—19 октября), Бэппу (20—23 октября и 10—11 ноября), Сукумо (23 октября — 1 ноября), Ариакэ (2—9 ноября) и 13 ноября прибыла на якорную стоянку у острова Хасира. 16 ноября крейсера зашли в Курэ для приёма топлива и боекомплекта. 20—26 ноября «Судзуя» вместе с «Могами», «Микумой» и «Тёкаем» совершили переход из Курэ в Самах, тремя днями позже к ним присоединился «Кумано».

### Вторая мировая война
4 декабря 1941 года 7-я дивизия вышла из порта Самах для прикрытия 1-го Малайского конвоя и районов высадки в Кота-Бару, Сингора и Патани. В ночь на 9 декабря она вместе с 3-й эскадрой эскадренных миноносцев находилась к готовности к ночному бою с британским соединением «Z» (ранее обнаруженным подводной лодкой И-65), но не смогла его найти и утром соединилась с главными силами (линкоры «Конго» и «Харуна», тяжёлые крейсера «Атаго» и «Такао»). На следующий же день эта задача утратила актуальность, так как британские корабли были потоплены авиацией авианосной группы Японского императорского флота у Куантана. В ходе погони за соединением «Z» поздно вечером 9 декабря один гидросамолёт крейсера «Судзуя» был повреждён при посадке.
11 декабря «Судзуя» и «Кумано» (1-е отделение 7-й дивизии) прибыли в Камрань. 13-го они снова вышли в море и 16 декабря поддерживали высадку в Мири на северном Калимантане, вернувшись на базу 27 декабря. 5—10 января 1942 года оба крейсера прикрывали конвои до Камрани.
16 января 1942 года 7-я дивизия вместе с крейсерами «Тёкай», «Сэндай» и «Юра» вышла в море для перехвата британских кораблей, но 18 января приказ об этом был отменён, и на следующий день дивизия возвратилась обратно. 23 января она снова покинула Камрань, «Судзуя», «Кумано» и 19-й эсминцев («Аянами» и «Исонами») при этом прикрывали высадку на островах Анамбас. 26 января они встретились с крейсером «Юра» и после прикрытия высадки у Эндау вернулись в Камрань 30-го. После короткой стоянки все четыре крейсера 7-й дивизии и «Тёкай» вышли в море 10 февраля и 13-го обеспечивали прикрытие операции «L» (захват Палембанга и острова Банка). 16 февраля 7-я дивизия была передана в состав Главных сил с целью обеспечения захвата западной Явы, и на следующий день прибыла на острова Анамбас для приёма топлива и припасов.
24 февраля все 4 крейсера вышли в море, «Судзуя» и «Кумано» же направились для прикрытия высадки у Индрамадзю восточнее Батавии. 1 марта корабли 7-й дивизии объединились, 4-го покинули район Явы и на следующий день прибыли в Сингапур. С 9 по 12 марта 4 крейсера и «Тёкай» прикрывали районы высадки в Сабанге и Ири на северной Суматре, 15-го вернувшись в порт для дозаправки и пополнения запасов. С 20 марта они принимали участие в захвате Андаманских островов и после выполнения задачи стали на якорь в бирманском порту Мергуи 26-го. 1 апреля в рамках операции «Си» все пять крейсеров вышли в море, направляясь в составе соединения вице-адмирала Одзава в Бенгальский залив. В 20:30 5 апреля корабли Одзавы разделись на три независимые группы, из которых «Судзуя», «Кумано» и эсминец «Сиракумо» вошли в северную. Между 09:52 и 11:50 следующего дня ими были потоплены пять судов стран антигитлеровской коалиции — британские «Силкворт», «Аутоликус», «Мальда», «Шинкуан» и американский «Эксмур». «Судзуя» при этом израсходовал 190 203-мм и 64 127-мм снаряда. 11 апреля 7-я дивизия зашла в Сингапур, 13-го в Камрань и 22-го прибыла в Курэ, где крейсера встали на плановый ремонт в Арсенале флота. С 27 апреля по 4 мая «Судзуя» и «Кумано» прошли там докование.
22 мая 1942 года 7-я дивизия (флаг контр-адмирала Куриты на «Кумано») под прикрытием 8-го дивизиона эсминцев («Асасио» и «Арасио») покинула Хасирадзиму и прибыла 26 мая на Гуам. 28 мая она вышла в море для участия в операции МИ, изначально прикрывая соединение гидроавианосцев контр-адмирала Фудзиты («Титосэ» и «Камикава-мару»). 30 мая 7-я дивизия и 8-й дивизион встретились с транспортной группой контр-адмирала Танака (12 транспортов с 5000 солдат на борту) и танкерами «Акэбоно-мару» и «Нитиэй-мару», с этого момента сопровождая уже их. Днем 4 июня Курита получил приказ Нагумо об обстреле Мидуэя, который должен был сделать то, что не смогло сделать Первое мобильное соединение в проигрываемом японцами сражении авианосцев — уничтожить американские самолёты и береговые укрепления на атолле, которые могли бы помешать высадке. Поскольку до точки назначения надо было пройти ещё 410 морских миль, преодолевать их было необходимо на максимальной скорости в 35 узлов. Эсминцы «Асасио» и «Арасио» не могли поддерживать её в бурном море и постепенно начали отставать.
Поскольку к ночи стало ясно, что крейсера никак не смогут достичь Мидуэя, не попав под удар американской авиации, в 00:20 5 июня Ямамото отменил приказ Нагумо об обстреле. Однако его сообщение по ошибке первоначально было отправлено не 7-й, а 8-й дивизии («Тонэ» и «Тикума»). До Куриты оно дошло более чем через два часа, в 02:30, когда до Мидуэя оставалось менее 50 морских миль, и только с того момента 7-я дивизия взяла курс на северо-запад, направляясь на встречу с главными силами. Параллельно с этим, в 02:15 японские корабли были замечены шедшей в надводном положении американской подводной лодкой «Тэмбор» (командир — капитан 3-го ранга Джон Мёрфи) как четыре крупные неопознанные цели, однако вскоре подлодка в темноте потеряла с ними контакт. В 02:38 контакт был возобновлён, и почти сразу же и сама лодка была замечена с флагманского «Кумано». Из-за угрозы торпедной атаки четыре крейсера 7-й дивизии получили приказ выполнить поворот «все вдруг» на 45°, но из-за ошибок в его передаче и темноты только на шедшем первым «Кумано» и четвёртым «Могами» его исполнили верно. Шедшие же вторым и третьим «Судзуя» и «Микума» начали делать поворот «все вдруг» на 90°. «Судзуя» прошёл в опасной близости за кормой «Кумано», а «Микума» к исходу пятой минуты протаранил «Могами». «Кумано» и «Судзуя» после этого продолжили уходить на запад полным ходом и 13 июня прибыли на Трук.
17 июня «Судзуя» вместе с «Кумано» и эсминцами «Арарэ» и «Касуми» покинули Трук и 23-го прибыли в Курэ. 14 июля в ходе реорганизации ЯИФ 7-я дивизия была передана из Второго флота (крейсераского) в Третий (авианосный). С 17 по 23 июля оба крейсера перешли из Хасирадзимы в Сингапур. 28 июля они снова вышли в море, направляясь в порт Мергуи в Бирме в рамках операции «Б». Около 6:00 шедшие с эскортом из четырёх эсминцев «Судзуя» и «Кумано» были атакованы нидерландской подводной лодкой O-23, выпустившей по ним 4 торпеды. Все они прошли мимо, последующее шестичасовое преследование подлодки закончилось неудачей. В Мергуи соединение прибыло 30 июля.
7 августа в рамках осуществления операции «Ка» «Судзуя» и «Кумано» покинули Мергуи и направились на восток. Дозаправившись в Баликпапане 14—16 августа, они 22-го севернее Гуадалканала соединились с авианосным соединением адмирала Нагумо и в его составе участвовали в сражении у восточных Соломоновых островов. После боя 7-я дивизия патрулировала район северной части Соломоновых островов и 5 сентября прибыла на Трук. 9 сентября она снова вышла в море в составе авианосного соединения в тот же район. 14 сентября японские корабли были атакованы 10 бомбардировщиками B-17, а 23-го вернулись на базу.
11 октября «Судзуя» и «Кумано» вышли в море в составе Третьего флота для поддержки очередного наступления на Гуадалканале, намеченного на 24-е. 17—18 октября корабли дозаправились в море, а 19-го, в связи с отсылкой «Кумано» в эскорт 1-й дивизии авианосцев, «Судзуя» остался на время один в 7-й дивизии, и контр-адмирал Нисимура перенёс на него свой флаг. Он участвовал в сражении у островов Санта-Крус 26 октября и последующей неудачной попытке навязать американцам ночной бой. На базу он вернулся 30 октября. 3 ноября «Судзуя» вместе с крейсером «Мая» покинул Трук и 5-го прибыл к острову Шортленд. 13 ноября оба корабля вместе с крейсерами «Тёкай» и «Кинугаса» направились к Гуадалканалу для прикрытия конвоя с подкреплениями и обстрела аэродрома Хендерсон-Филд. В ночь на 14 ноября «Судзуя» выпустил по нему 504 осколочно-зажигательных и бронебойных снарядов калибра 203 мм. Американская подводная лодка «Флайинг Фиш» в ходе этого выпустила по крейсеру 6 торпед, но все они прошли мимо, днём 14 ноября он благополучно пережил все налёты американской авиации (тогда как «Кинугаса» был потоплен, а «Тёкай» и «Мая» повреждены) и вернулся на Шортленд на следующий день. 17—18 ноября «Судзуя» перешёл в Кавиенг, где простоял в готовности две недели. 2 декабря он вернулся на Шортленд и 5 декабря после двухдневной стоянки прибыл в Рабаул, где встретился с «Кумано». 5—6 декабря оба крейсера перешли в Кавиенг, где контр-адмирал Нисимура перенёс флаг на «Кумано». Оба корабля почти месяц стояли там в готовности в связи с эвакуацией Гуадалканала, за это время совершив только один поход с войсками на борту к Лоренгау 12—13 декабря.
4 января 1943 года «Судзуя» покинул Кавиенг, 6—7 января дозаправился топливом на Труке и 12-го прибыл в Курэ, где встал на ремонт. Он прошёл там докование в период с 14 по 25 января. 5 февраля крейсер вышел в море и 10-го прибыл на Трук, 13 февраля к нему присоединился «Кумано». Полтора месяца оба корабли простояли там, занимаясь боевой подготовкой и находясь в готовности выйти на перехват очередного американского рейда. 24—29 марта «Судзуя» и «Кумано» перешли из Трука в Курэ и стали там на ремонт, включавший и первую военную модернизацию. В ходе неё снимались 13,2-мм пулемёты, количество 25-мм автоматов доводилось до 4 строенных и 4 спаренных (всего 20 стволов), устанавливалась РЛС обнаружения воздушных целей № 21 на вершине фок-мачты, на передней части компасного мостика разместили командный пост ПВО, все иллюминаторы на нижней палубе и многие на средней были заварены, растяжки антенн на крышах башен № 3 и 4 сняли. Докование «Судзуя» в Арсенале флота прошёл с 27 апреля по 2 мая.
20 мая «Судзуя», «Кумано» и «Могами» покинули Токуяму и направились в Токийский залив, куда прибыли на следующий день. Там в течение 9 дней они занимались боевой подготовкой перед планируемым походом к Алеутским островам, однако тот затем был отменён. С 30 мая по 1 июня крейсер вместе с «Кумано» перешёл в Хасирадзиму («Могами» задержался на один день из-за повреждений при столкновении с танкером). Оба крейсера 11 июня вышли из Курэ и 13-го прибыли в Йокосуку, где взяли на борт личный состав 5-го подразделения ПВО ЯИА. С 16 по 21 июня вместе с линкорами «Конго», «Харуна», авианосцами «Рюхо», «Унъё» и «Тюё» и 7 эсминцами они перешли на Трук. Затем «Судзуя» и «Кумано» в сопровождении эсминца «Ниидзуки» 23—25 июня совершили переход до Рабаула, где высадили солдат, после чего к 27 июня вернулись обратно. 9—11 июля оба крейсера снова перешли в Рабаул и 18 июля вместе с «Тёкаем», «Сэндаем» и 4 эсминцами направились в залив Велья для прикрытия высадки там подкреплений. В ночь на 20 июля в результате налёта «Эвенджеров» КМП «Кумано» был повреждён. 21 июля корабли вернулись в Рабаул, и «Судзуя» простоял там до начала октября. 22 июля контр-адмирал Нисимура перенёс на него свой флаг с «Кумано», так как последний уходил на ремонт в Японию.
8—10 октября «Судзуя» перешёл из Рабаула на Трук. 17 октября в составе авианосного соединения адмирала Кога он выходил к атоллу Эниветок в направлении ожидавшегося по данным радиоперехвата американского рейда. Соединение прибыло к атоллу 20 октября, но никого не обнаружило и 26 октября вернулось на базу. 3 ноября «Судзуя», «Тикума» и «Могами» вышли в море для удара по месту высадки американских сил в заливе Императрицы Августы на Бугенвиле. Утром 5 ноября крейсера прибыли в Рабаул и вскоре после этого попали под удар американской авиации. «Судзуя» в ходе налёта не пострадал, но на следующий день был отправлен сопровождать повреждённый «Могами» обратно на Трук, достигнув его 8 ноября. 24 ноября из-за начала высадки американцев на атоллах Тарава и Макин «Судзуя» и «Кумано» снова вышли в море. 26—27 ноября «Судзуя» провёл на стоянке в Рои, 28—29 ноября вместе с прибывшим «Кумано» находился у атолла Эниветок, с 30 ноября по 3 декабря оба крейсера пробыли у Рои и 5 декабря вернулись на Трук. 8 декабря контр-адмирал Нисимура перенёс свой флаг с «Судзуи» на «Кумано». 26 декабря оба крейсера направились в поход с грузом на борту в Кавиенг, но были обнаружены американской авиацией и 28-го вернулись обратно. 29 декабря оба корабля вместе с эсминцем «Митисио» снова вышли в Кавиенг, вернувшись обратно 1 января 1944 года.

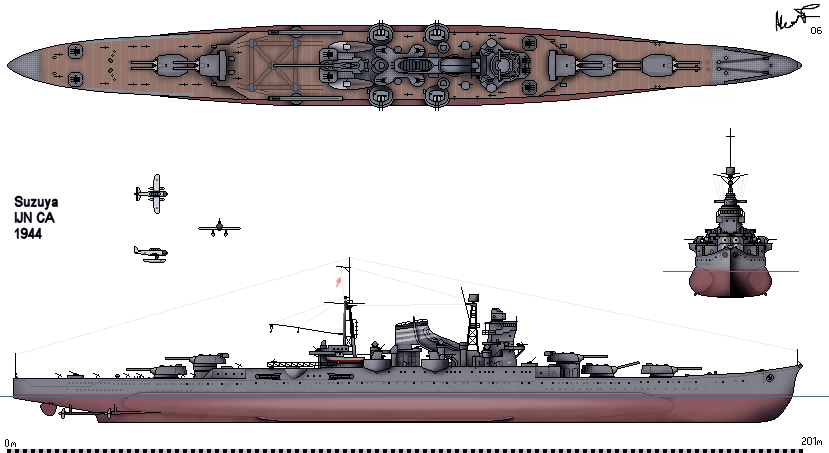
Схема «Судзуи» по состоянию на 1944 год

1 февраля 1944 года 7-я дивизия («Судзуя», «Кумано», «Тонэ», «Тикума») оставила Трук и 4 февраля прибыла на острова Палау. Простояв там в готовности 12 дней, она с 16 по 21 февраля перешла на якорную стоянку у острова Линга для проведения боевой подготовки. Последнюю неделю марта и первую неделю апреля «Судзуя» и «Кумано» провели на судоремонтном заводе № 101 в Сингапуре, где прошли Вторую военную модернизацию. В ходе неё на крейсер были установлены дополнительно 8 одиночных 25-мм автоматов, в результате чего общее число стволов возросло до 28. 11—14 мая крейсера 7-й дивизии и «Могами» перешли из Линги в Тави-Тави, где провели почти месяц (с перерывом на поход к острову Таракан для дозаправки 15—17 мая). С началом операции «А-Го» 13 июня они вышли в море в составе Мобильного флота вице-адмирала Одзава и 19—20 июня участвовали в сражении в Филиппинском море, не получив в ходе него никаких повреждений. 22 июня корабли зашли на Окинаву и 25-го прибыли в Курэ. По прибытии «Судзуя» прошёл в Арсенале флота Третью военную модернизацию, завершившуюся 8 июля. В ходе неё были добавлены ещё 4 строенных и 10 одиночных 25-мм автоматов (общее число стволов — 50), установлены РЛС обнаружения надводных целей № 22 на фок-мачте и РЛС обнаружения воздушных целей № 13 на грот-мачте, два комплекта инфракрасных приборов наблюдения и связи тип 2 на мостике, жилые помещения максимально очищены от огнеопасных предметов, дополнительно улучшена водонепроницаемость переборок ниже ватерлинии.
8 июля 7-я дивизия вместе с 1-й дивизией линкоров, 4-й дивизией крейсеров и 2-й эскадрой эсминцев покинула Курэ, имея на борту войска и грузы. 10 июля она зашла на Окинаву, а 16-го прибыла в Сингапур — конечную цель похода. 17 июля корабли перешли на базу в Линге, где провели порядка трёх месяцев. В ходе стоянки РЛС № 22 4-й модификации «Судзуи» была модернизирована с установкой супергетеродинного приёмника, позволяла после этого управлять артиллерийским огнём.
5 октября «Судзуя» принял запас продовольствия с транспорта «Китаками-мару». С 18 по 20 октября 7-я дивизия крейсеров вместе с 3-й дивизией линкоров и 10-й эскадрой эсминцев перешли из Линги в Бруней.

#### Сражение в заливе Лейте
22 октября 1944 года 7-я дивизия в составе Первого набегового соединения адмирала Куриты покинула Бруней для выполнения операции «Сё-Го». После боя в море Сибуян 24 октября ночью того же дня она прошла проливом Сан-Бернандино, выходя к конечной цели пути в заливе Лейте.
Утром 25 октября у острова Самар в ходе боя с оперативным отрядом 77.4.3 американской оперативной группы 77.4 контр-адмирала Спрэгью «Судзуя» шёл вторым в колонне крейсеров 7-й дивизии. В 7:10 с дальности в 10 км он открыл огонь по американскому эсминцу «Джонсон», произведя по нему пять залпов главным калибром и накрыв цель двумя из них. Сразу после этого его в первый раз атаковали примерно 20 американских самолётов. В 7:27 в результате попадания торпеды с «Джонсона» флагманский «Кумано» лишился носовой оконечности. «Судзуя» начал маневрировать вокруг него, однако в 7:35 подвергся новому налёту примерно 10 самолётов. В результате близкого разрыва бомбы по левому борту был повреждён левый внешний винт, после его отключения максимальная скорость упала до 20 узлов. Затем «Судзуя» взял курс на повреждённый «Кумано», чтобы снять с него адмирала Сираиси со штабом, выйдя таким образом из боя с кораблями оперативного отряда 77.4.3 и более в него уже не возвращаясь. В 10:50 крейсер был атакован в третий раз 30 самолётами, и в результате близкого разрыва по правому борту от попадания осколка сдетонировала торпеда в торпедном аппарате № 1, а затем и три других, заряженных в него. В результате их взрыва были сразу же разрушены обе кормовые 127-мм установки, выведены из строя машинные отделения правого борта и котельное отделение № 7. Крейсер потерял ход, а в его центральной части начался сильный пожар. В 11:05 для оказания помощи к «Судзуе» подошёл эсминец «Окинами», а в 11:30 крейсер «Тонэ» снял адмирала Сираиси. Несмотря на борьбу с пожаром, ближе к полудню начал рваться боекомплект передних 127-мм установок и торпедных аппаратов левого борта, после чего весь корабль был охвачен пламенем. В 11:50 капитан 1-го ранга Тэраока приказал команде покинуть борт. В 13:15 «Судзуя» опрокинулся на правый борт и в 13:22 затонул в точке с координатами11°45′02″ с. ш. 126°11′02″ в. д.. Командир Тэраока и ещё 401 член экипажа крейсера на борту «Окинами» прибыли в Корон 27 октября. Согласно отчёту о боевых действиях крейсера «Судзуя» за 18-25 октября 1944 года, из числа его команды погибло 90 (1 офицер и 89 матросов), пропало без вести 564 (34 офицера и 530 матросов) и было ранено 69 (1 офицеров и 68 матросов) человек. Несколько членов экипажа также были позже подобраны американцами.
21 ноября 1944 года 7-я дивизия была расформирована, и «Судзуя» был формально передан в состав Объединённого флота. Из списков он был исключён 20 декабря того же года.

## Командиры
- 20.11.1934 — 1.12.1936 капитан 1 ранга (тайса) Цунэмицу Ёсида (яп. 吉田庸光);
- 1.12.1936 — 1.12.1937 капитан 1 ранга (тайса) Сёдзиро Мидзусаки (яп. 水崎正次郎);
- 1.12.1937 — 15.11.1938 капитан 1 ранга (тайса) Яитиро Сибата (яп. 柴田弥一郎)[13];
- 15.11.1938 — 15.11.1939 капитан 1 ранга (тайса) Кюдзи Кубо (яп. 久保九次)[13];
- 15.11.1939 — 15.10.1940 капитан 1 ранга (тайса) Гихати Такаянаги (яп. 高柳儀八)[13];
- 15.10.1940 — 24.11.1942 капитан 1 ранга (тайса) Масатоми Кимура (яп. 木村昌福)[13];
- 24.11.1942 — 7.9.1943 капитан 1 ранга (тайса) Такэдзи Оно (яп. 大野竹二)[13];
- 7.9.1943 — 1.9.1944 капитан 1 ранга (тайса) Юдзи Такахаси (яп. 高橋雄次)[13];
- 1.9.1944 — 25.10.1944 капитан 1 ранга (тайса) Масао Тэраока (яп. 寺岡正雄)[13].